# Celastrina gozora
Celastrina gozora is een vlinder uit de familie van de Lycaenidae. De wetenschappelijke naam van de soort is voor het eerst gepubliceerd door Jean Baptiste Boisduval.
De soort komt voor in Guatemala.